# William Shand
William Shand (Glasgow, 20 de diciembre de 1902 - Buenos Aires, 8 de noviembre de 1997), fue un poeta, novelista, dramaturgo y traductor argentino de origen escocés. Radicado desde 1938 en Argentina, al llegar en el año 1938 trabajó en el diario La Nación como crítico literario y traductor. Inicialmente escribía sus obras en inglés y, más adelante, lo hizo en español.

## Historia
Publicó las colecciones de poemas Dead season's heritage (1942), Selected poems (1978), las ediciones bilingües Nine poems, Poemas y varias compilaciones durante las décadas siguientes. En 1969 recopiló una antología de autores argentinos que tradujo al inglés. Escribió los libros de cuentos La obsesión de Branti (1975) y Cuentos completos (1987), entre otros volúmenes. A partir de El guerrero ciego (1953) se dedicó también a la dramaturgia. Así fue como en 1971 escribió junto a Alberto Girri el libreto para la ópera Beatrix Cenci, de Alberto Ginastera, con cuya puesta en escena colaboró en el Kennedy Center de Washington (EE. UU., 1971), el New York City Opera (1973) y en el Teatro Colón (1992). Sus piezas dramáticas fueron reunidas en Teatro (1989). Recibió tres fajas de honor de la Sociedad Argentina de Escritores y tres premios municipales.
Tradujo al español a los poetas John Donne y Stephen Spender. La poesía de Shand es simple y directa, dando fácil acceso a aquello sobre lo que escribe; se nos presenta llena de vida sin que se note un esfuerzo especial en tal dirección. Si bien en su obra hay pocas referencias a un lugar concreto, una lectura completa indica claramente que Shand estaba describiendo su propia vida como extranjero en Buenos Aires.
Caracterizado como "un cuidadoso observador de la sociedad argentina contemporánea", Shand frecuentemente abordó tópicos altamente controvertidos y delicados". Dividió su tiempo viviendo en su apartamento frente a la Plaza Carlos Pellegrini y su casa quinta de la localidad suburbana de San Miguel en la provincia de Buenos Aires. Borges opinó sobre su obra:

"William Shand crea símbolos para el glorioso, tedioso y horrible mundo de nuestro tiempo. Ejercer en esta época de la historia la misteriosa y antigua profesión de poeta es una gran responsabilidad: William Shand no lo ignora y pesa con temor y con felicidad sus palabras".

## Obras selectas
- Teatro (1967)
- Judith y el gangster (1967)
- Selected poems (1978)
- Una extraña jornada (1978)
- Las andanzas de Rubino (1983)

## Premios
- 1984, Merit Diploma of Translation, Konex Foundation.[4]
- 1994, Merit Diploma of Translation, Konex Foundation[4]
- Premio Fondo Nacional del Arte.[5]
- Premio Municipal.
- Faja de Honor de la Sociedad Argentina de Escritores.